# William Low
William Low (fl.1790, Escocia-Chiloé, septiembre de 1841) fue un marino británico que a comienzos del siglo XIX se distinguió en los mares australes de América por su trabajo como armador, lobero y  práctico de los canales patagónicos por alrededor de treinta años. En 1835 se radicó en Chiloé. Se casó y dio origen a una extensa familia cuyos descendientes se encuentran en Chiloé, Punta Arenas y Puerto Natales.
Tenía fama, entre sus pares loberos, de ser un capitán enérgico y audaz. Imponía una férrea disciplina a su tripulación.

## Antecedentes históricos
A fines del siglo XVIII y comienzos del siglo XIX se produjo en la Patagonia, Tierra del Fuego, islas Malvinas e islas subantárticas la llegada de gran número de embarcaciones loberas principalmente de nacionalidad británica y estadounidense. Lo anterior por la difusión de la información proporcionada por los viajes de Geoge Anson en 1740, John Byron en 1764, Louis Antoine de Bougainville en 1766 y James Cook en 1768 y en 1772 que señalaban la existencia de abundantes mamíferos marinos en el Pacífico Sur. 
Los loberos explotaban los mamíferos marinos aprovechando las pieles del lobo marino de uno y de dos pelos y la grasa del elefante marino. También cazaban focas y ballenas junto con los barcos balleneros que navegaba por esos mares.  
Desde la segunda mitad de la década de los setenta del siglo XVIII se inició en los mares australes la primera llegada de barcos loberos la que fue interrumpida en 1812 por la guerra anglo-estadounidense y reiniciada en 1819 cuando se descubrieron la islas Shetland del Sur. Se estima que Low llegó en esta segunda etapa al área austral.
Se ha podido obtener alguna información de las actividades de las naves loberas británicas gracias a que en esa época ya existían en Inglaterra empresas como el Society of Merchants y el Lloyd's Register que recopilaban todo tipo de datos relacionados con la carga y movimiento de las naves que ocupaban sus puertos.

## Primeros años
Su padre fue William Low, un respetable agente inmobiliario en Escocia y su madre Mary Pactu. Fue criado como marinero, poseía un gran sentido común, vivaz y excelente memoria.
Tuvo un hermano mayor, Andrew Low, que falleció de escorbuto el 14 de junio de 1848, fue capitán del Adeona los años 1825, 1826 , 1827 y 1828. El 14 de junio de 1828, estando en las Shetland del Sur cazando elefantes marinos falleció víctima de escorbuto. Fue enterrado por el comandante Phillip Parker King en el cementerio de Puerto del Hambre, donde también fue enterrado el comandante Pringle Stokes del HMS Beagle.

## Armador - Capitán
Inicialmente debe haber formado parte de tripulaciones loberas en las que acumuló experiencia y dinero para adquirir posteriormente sus propias embarcaciones. Además de capitán de las naves era propietario, armador, con su hermano Andrew y en ocasiones con su padre. Llegó a poseer tres embarcaciones simultáneamente. 
La caza de lobos marinos fue efectuada por pequeños propietarios de naves, la mayoría poseía solo una en contraste con los grandes armadores balleneros que poseían cinco o más. Las embarcaciones tenían una capacidad de carga de 195 tons en general en contraste con los balleneros que tenían alrededor de 400 tons.

### Sus naves
- Bergantín Adeona de 142 tons construido en Quebec. Desmantelado en 1832
- Goleta: Unicorn de 170 tons. Construida en Rochester, Inglaterra. Estuvo bajo el mando de Thomas Cochrane. Vendida en marzo de 1833 al comandante Robert Fitz Roy quien la bautizó Adventure.
- Balandra: Dart de 86 tons construido en Liverpool en 1818.
- Cúter Uxbridge de 91 tons.
- Mercury. Sin datos.

### Sus actividades marineras
Se estima que Low comenzó sus actividades de caza de lobos alrededor de 1813.
De acuerdo al Society Merchants y el Lloyds Register podemos decir que Low con el Adeona estuvo en 1822 en Río de la Plata y las islas Falkland. En 1823 en Buenos Aires y en Liverpool. Los años 1830, 1831 y 1832 en los mares australes hasta que el Adeona fue desmantelado en Montevideo en 1832. 
Entre 1826 y 1831 al mando del Uxbridge estuvo en Greenock, Escocia, Valparaíso en las islas Ascensión y Santa Helena. En 1835 estuvo en las islas Galápagos.
En 1833 tomó el mando del Unicorn, estuvo el Puerto Luis, islas Falkland. Estuvo seis meses cazando lobos en la costa oriental de la patagonia donde experimentó sesenta y siete días de pésimo tiempo,  nunca le había tocado enfrentar condiciones climáticas tan adversas. Volvió con la nave con serias averías y sin carga en las bodegas, había perdido todo. 
Low había invertido todo su capital junto con otros armadores en el alistamiento de la goleta Unicorn que había comprado en Montevideo en septiembre de 1832. Luego de este fracaso la vendió al comandante Robert Fitz Roy del HMS Beagle quien le pagó 6.000 dólares, casi 1.300 libras.

## Radica en Chiloé
Tras el fracaso de la temporada de caza con el Unicorn, trabajó un tiempo a bordo de un bote ballenero y luego se embarcó como práctico en la expedición del comandante Robert Fitz Roy y finalmente, a comienzos de 1835 se radicó en Chiloé, inicialmente en San Carlos de Ancud. Adquirió una embarcación con la que continuó con la caza de lobos marinos y nutrias.

## Matrimonio - Descendencia
El 25 de julio de 1835, en la parroquia de Castro contrajo matrimonio con Rosa Aguilar, natural de Yutuy hija de Víctor Aguilar y Mercedes Barrientos. Yutuy queda en la península de Rilán frente a Castro.
Tuvieron un hijo, Guillermo Low Aguilar nacido en 1837 en Quellón que se casó con Rosa Garay Vera nacida en 1838 en Quellón quienes tuvieron siete hijos, cinco varones y dos mujeres los que fueron la base de su descendencia que abarca Chiloé y las ciudades de Punta Arenas y Puerto Natales.